# کراشچن
کراشچن (به لهستانی:  Krasiczyn) یک روستا در لهستان است که در گمینا کراشچن واقع شده‌است.
 کراشچن  ۴۴۰ نفر جمعیت دارد.